# Tomás de Castro
Tomás de Castro es un barrio ubicado en el municipio de Caguas en el Estado Libre Asociado de Puerto Rico. En el Censo de 2010 tenía una población de 19414 habitantes y una densidad poblacional de 1.301,8 personas por km².

## Geografía
Tomás de Castro se encuentra ubicado en las coordenadas 18°12′5″N 66°0′46″O / 18.20139, -66.01278. Según la Oficina del Censo de los Estados Unidos, Tomás de Castro tiene una superficie total de 14.91 km², de la cual 14.72 km² corresponden a tierra firme y (1.3%) 0.19 km² es agua.

## Demografía
Según el censo de 2010, había 19414 personas residiendo en Tomás de Castro. La densidad de población era de 1.301,8 hab./km². De los 19414 habitantes, Tomás de Castro estaba compuesto por el 75.58% blancos, el 11.08% eran afroamericanos, el 0.47% eran amerindios, el 0.21% eran asiáticos, el 0.01% eran isleños del Pacífico, el 9.25% eran de otras razas y el 3.4% pertenecían a dos o más razas. Del total de la población el 99.04% eran hispanos o latinos de cualquier raza.